# Tatort: Feuertaufe
Feuertaufe ist ein Fernsehfilm aus der Kriminalreihe Tatort der ARD, des ORF und SRF. Der Film wurde vom MDR unter der Regie von Hannu Salonen produziert und am 6. Februar 2005 erstmals ausgestrahlt. Es handelt sich um die Tatort-Folge 588. Für den Kriminalhauptkommissar Bruno Ehrlicher und seinen Kollegen Kain ist es der sechzehnte Fall, den sie in Leipzig ermitteln.

## Handlung
Auf einem stillgelegten Industriegelände von Leipzig wird die Leiche einer ermordeten Frau gefunden. Ihre Identität lässt sich nicht so einfach ermitteln. Die Kommissare Ehrlicher und Kain finden eine unscheinbare Anstecknadel mit den Initialen L.I.C., die sie zur Leipziger Immobilien Consulting führen. So finden sie heraus, dass es sich bei dem Opfer um die Angestellte Ricarda Nowak handelt, die offensichtlich jede Möglichkeit nutzte, die Karriereleiter hinaufzusteigen und mit Geschäftsführer Martin Forssell ein Verhältnis hatte. Forssell, der ausschließlich weibliche Mitarbeiter einstellt, erscheint den Ermittlern verdächtig. Er leitet die Firma gemeinsam mit Carolin Beck, mit der er sie auch aufgebaut hat. Dennoch erschließt sich den Ermittlern kein rechtes Motiv. Offensichtlich sind jedoch Spannungen innerhalb der Firma spürbar. Jemandem könnte Ricarda Nowak zu erfolgreich geworden sein, denn sie war die absolute Favoritin in Sachen Neuabschlüsse. Dafür hatte sie sich sogar heimlich Kundendaten bei ihrer vorigen Firma mitgenommen. Ehrlicher vermutet, dass ihre Kollegin Sabine Gerber ihr diese Datei weggenommen hat, weil sie sonst keine Chance gegen sie gehabt hätte.
Bruno Ehrlicher muss am eigenen Leibe spüren, mit welchen Methoden die L.I.C. arbeitet. Seine Frederike hat sich, von einer Werbung angelockt, eine Eigentumswohnung bei dieser Firma gekauft und muss nun feststellen, dass man ihr eine ganz andere Wohnung gezeigt hat, als sie nun besitzt. Sollte auch Ricarda Nowak mit solchen Methoden gearbeitet haben, wäre auch dort ein Tatmotiv zu suchen.
Nachdem sich Martin Forssell mit erpresserischen Methoden immer wieder „junges Blut“ ins Bett geholt hat, wird er eines Tages tot auf einem seiner Liebeslager gefunden. Auf einer Überwachungsaufnahme ist Sabine Gerber zu sehen, wie sie ein Messer in den Müllcontainer wirft, das sich als die Tatwaffe herausstellt. Ohne Umschweife gibt sie die Tat zu, doch Ehrlicher hat Zweifel. Von Lutz Gerber erhalten die Kommissar den Hinweis auf ein Marienstift, wo seine Frau aufgewachsen war. Dort befragen sie Oberin Schwester Antonia und erfahren, dass Carolin Beck die leibliche Mutter von Sabine Gerber ist. Darauf angesprochen gibt Sabine Gerber zu, den Mord für ihre Mutter auf sich nehmen zu wollen, da sie sie doch gerade erst wiedergefunden habe. Nur deshalb habe sie bei L.I.C. angefangen, damit sie ihr endlich nahe sein konnte. Carolin Beck gibt daraufhin den Mord an Forssell zu, da sie ihre Tochter schützen wollte.
Der Tod von Ricarda Nowak kann nicht zweifelsfrei geklärt werden. Blutspuren des Opfers in Forssells Wohnung lassen den Schluss zu, dass beide in Streit geraten sind und sie dabei mit dem Kopf gegen eine schwere Bronzebüste geschlagen ist und dabei zu Tode kam. Forssell dürfte sie dann in dem Industriegelände abgelegt haben, aber danach fragen können sie ihn nicht mehr.

## Rezeption

### Einschaltquoten
Bei seiner Erstausstrahlung am 6. Februar 2005 wurde die Folge Feuertaufe in Deutschland von 7,92 Millionen Zuschauer gesehen, was einem Marktanteil von 20,90 Prozent entsprach.

### Kritik
Rainer Tittelbach von tittelbach.tv meint zu diesem Tatort: „Nicht Sodann und Lade geben dem Krimi Konturen. Michael Mendl als charismatischer Mistkerl hat auch für den Zuschauer ein größeres Verführungspotenzial als die kleinen Männer aus dem Volk, die in diesem Krimi mal nicht alles mit der moralischen Keule niederknüppeln. Autor Andreas Pflüger erinnerte sich offensichtlich an die durch Hitchcock kultivierte Erkenntnis, dass Charakterschweine spannendere Helden sind als brave Biedermänner.“
Die Kritiker der Fernsehzeitschrift TV Spielfilm meinen: „Prima gespielt und kurzweilig inszeniert.“